# Heuschrecke 10
Heuschrecke 10 (нім. Сарана 10 ) - прототип німецької самохідної гаубиці часів Другої світової війни. Гармата розроблялося фірмою «Крупп-Грузона» в 1943-44 рр. Офіційна назва гармати - 10.5 cm leFh 18/1 (Sf) auf Geschützwagen IVb ( 105 мм легка польова гаубиця 18/1 L / 28 на шасі Geschützwagen IVb). Відмінною рисою Heuschrecke 10 була знімна вежа , яка могла буксируватися іншим транспортним засобом, а також бути встановлена у вигляді доту .
Фірма «Крупп» виготовила тільки три прототипи. Для Heuschrecke спочатку використовував вкорочене шасі від Panzerkampfwagen IV , але потім було вирішено використовувати шасі Geschützwagen IVb , розроблене для САУ Хуммель . Масове виробництво Heuschrecke було заплановано на початок лютого 1945 року, але так і не було розпочато.
Sd.Kfz. 165/1
В кінці вересня 1939 фірма Круппа розробила «першу справжню самохідну артилерійську установку» під назвою Sd.Kfz. 165/1 ( Sonderkraftfahrzeug 165/1  - Бойова машина спеціального призначення 165/1). Sd.Kfz. 165/1 був зовні схожий на Heuschrecke, але не мав механізму для зняття вежі. У січні 1940 р Вермахт провів серію випробувань цієї САУ. У 1941 році було побудовано кілька прототипів на основі укороченого шасі PzKpfw IV, Озброєних 105-мм гаубицею leFH 18/1 L / 28. На прототипі був встановлений 6-циліндровий двигун Maybach HL66P, потужністю 160 л. с. Серійна модель повинна була оснащуватися 12-циліндровим двигуном Maybach HL90, потужністю 360 л. с. Була замовлена споруда 200 установок, але було побудовано всього 8 прототипів, які, згодом, пройшли бойові випробування на Східному фронті. [1]
Прототипи 
Розробка Heuschrecke почалася в 1942 р, коли Крупп проектував новий тип самохідної артилерії. У 1943 р було побудовано три прототипи (серійні номери від 582 501 до 582 503), які отримали позначення Heuschrecke 10 або Heuschrecke IVb. Проект САУ фірми Круппа виявився схожим на зброю, побудоване концерном « Рейнметалл-Борзиг » - 10.5 cm leFH 18/40/2 auf Geschützwagen III / IV , яке було готове в березні 1944 р Порівняння двох моделей виявило незначну перевагу гармати «Рейнметалл». Однак до моделі «Рейнметалл» було вирішено пристосувати шасі від PzKpfw IV. Виробництво повинно було початися в жовтні 1944 р, але в грудні 1944 року було запропоновано використовувати шасі Geschützwagen IV. Термін початку масового виробництва в Магдебурзі було встановлено на лютий 1945 року, але жодна машина так і не була побудована. [1]
Подальша доля 
Нацистське командування вважало, що виробництво Heuschrecke завадить випуску необхідних на фронті танків. [2] До того ж, кількість матеріалів, необхідних для побудови даної САУ було настільки велике, що Круппу і іншим фірмам було дано вказівку припинити випуск Heuschrecke. [3] Велика частина САУ так і залишилося на стадії складання. На думку головного інспектора бронетанкових військ Гудеріана САУ Heuschrecke виявилася досить цікавою, [2] [4] проте в той же час він визнавав, що розвиток цієї зброї не виправдовує ризик виникнення перешкод у виробництві танків. [2] Розробка Heuschrecke була перервана в лютому 1943 р [5]
Опис 
Вежа 
Відмінною особливістю САУ Heuschrecke була знімна вежа. За допомогою спеціального крана вежу можна було зняти, щоб використовувати її як стаціонарну гармату. Хоча була можливість стріляти з встановленої вежею, але компоновка САУ передбачала саме перевезення зброї та зняття його перед стрільбою. Частину, що залишилася таким чином без вежі установку можна було використовувати для перевезення боєприпасів або евакуації . Прототип був озброєний 105 мм легкої гаубицею 18/1 L / 28 , серійні САУ передбачалося оснащувати 105 мм гаубицею leFH 43 L / 28.
Двигун і шасі 
САУ Heuschrecke мала зварної сталевої корпус. Броньові листи мали товщину 10-30 мм і були розташовані під кутом для кращого опору вогню. [1] Відсік для боєприпасів був досить великим, тому машину передбачалося використовувати також для перевезення снарядів, особливо важкого типу. На прототипі був встановлений 12-циліндровий двигун Maybach HL90, а для серійних моделей передбачалося використовувати Maybach HL100. [1] [6]
Порівняльні характеристики [1]
Характеристики	Sd.Kfz.165 / 1	Модель Krupp-Gruson	Модель Rheinmetall-Borsig
Маса , т	18	23	25
Екіпаж , чол.	4	5	5
двигун	Maybach HL 66, 6-циліндровий, 188 л. с.	Maybach HL 100, 12-циліндровий, 410 л. с.	Maybach HL 90, 12-циліндровий, 360 л. с.
Швидкість , км / год	35	45	45
Запас ходу, км	240 (по дорозі), 130 (по пересіченій місцевості)	300	300
Довжина , м	5,9	6,0	6,8
Ширина , м	2,87	3	3
Висота , м	2,25	3	2,9
озброєння	105-мм гаубиця leFH 18/1 L / 28	105-мм гаубиця leFH 18/1 L / 28	105-мм гаубиця leFH 18/40/2 L / 28
Боєкомплект , шт.	60	60	80
Бронювання , мм
(при градусі нахилу до вертикалі)	
корпус:
лоб - 30 (12),
борта - 14,5 (0),
корми - 14,5 (10),
дах, днище - 14,5 (90).
вежа:
лоб - 20 (20),
борта - 14,5 (15),
корми - 14,5 (10),
дах - відкрита,
лоб гармати  - 20.
надбудова:
лоб - 30 (10),
борта - 14,5 (0),
корми - 14,5 (20),
дах - 10 (90).
корпус:
лоб - 30 (20),
борта - 16 (0),
корми - 16 (20),
дах, днище - 10 (90).
вежа:
лоб - 30 (30),
борта - 16 (20-25),
корми - 14,5 (10),
дах - відкрита,
лоб гармати - (30).
надбудова:
лоб - 30 (20),
борта - 16 (0),
корми - 16 (20),
дах - 10 (90).
корпус:
лоб - 20 (20),
борта - 20 (0),
корми - 20 (10),
дах, днище - 10 (90).
вежа:
лоб - 10 (25),
борта - 10 (25),
корми - 10 (12),
дах - відкрита,
лоб гармати - 10.
надбудова:
лоб - 30 (20),
борта - 10 (0),
корми - 10 (10),
дах - 10 (90).
У масовій культурі 
Стендова моделизм 
Heuschrecke 10 обмежено представлений в стендовій моделизме. Збірні пластикові моделі-копії Heuschrecke 10 в масштабі 1:35 випускаються фірмами «Драгон» ( Китай ), «Трумпетер» (Китай).
Примітки 
Achtung Panzer! Heuschrecke 10 . Дата звернення: 24 листопад 2007.
```
Panzerkampfwagen IV Medium Tank 1936-1945,Panzerkampfwagen IV Medium Tank 1936-1945, 
Osprey Publishing
, 1999,
ISBN 1855328437
```

Panther Variants, 1942-45, Panther Variants, 1942-45 , Osprey Publishing, 1997, ISBN 1855324768
Achtung Panzer! - Heinz Guderian . Дата звернення: 26, лютого 2008.
Achtung Panzer - Pz4 . Дата звернення: 23 лютого 2008.
Selbstfahrlafette "Heuschrecke"  (нім.) . Дата звернення 7 грудня 2007 року Статичний 16 липня 2012 року.
Посилання 
William Maloney
The Shadock's website
SVSM Image 1 and SVSM Image 2
Див. Також 
PzKpfw IV
Sd.Kfz 165/1